# Monétarisation de la nature
La monétarisation de la nature est le fait de donner une valeur monétaire à la nature, l'environnement ou à un de ses éléments écologiques. Elle ne doit pas être confondue avec la financiarisation de la nature ni avec sa marchandisation. Une valeur monétaire peut être attribuée à la nature, ou à l’un de ses éléments, sans que cet élément soit forcément marchandisé. Donner une valeur à la nature permet d’utiliser les instruments économiques pour la protéger. 
Le fait de donner un prix à l'environnement est contesté dans son principe et dans ses applications. Pour les tenants de l’écologie profonde, la nature a une valeur intrinsèque. Elle est valorisée pour elle-même, en tant que fin en soi. Pour Virginie Maris, il y aurait incompatibilité entre la monétarisation de la nature et son caractère intrinsèque. 
Inversement, les tenants du néolibéralisme estiment qu’une gestion efficace des ressources naturelles et de l’environnement passe par le jeu des mécanismes de marché et donc de l’attribution d’un prix, même si ce prix reflète mal leur véritable valeur. Assigner un prix à la nature est un moyen de trouver des substitutions aux services qu’elle rend. Il permet aussi la compensation des destructions du capital naturel par des investissements en capitaux techniques.
Les évaluations monétaires sont également l’objet de débats critiques eu égard à la complexité de la nature. Elles donnent une valeur à des éléments disjoints sans tenir compte des interactions entre eux, d’une part, et avec l’environnement d’autre part.

## Le prix des écosystèmes

### La pertinence d’un prix
Les économistes libéraux estiment que le prix de la biodiversité et des services écosystémiques détruits doit être intégré dans les coûts économiques des infrastructures. Les tenants de la durabilité forte relativisent la valeur de ce prix et subordonnent son utilisation à une décision d’ordre sociétal. Le prix de la nature ne serait qu’un instrument de gestion et la décision ne devrait pas relever de critères monétaires.
Affecter un prix à un service écosystémique est un moyen pour le protéger. Parallèlement attribuer un prix à des nuisances écologiques telles que les émissions de gaz à effet de serre permet de les réduire en les pénalisant.

### Les services écosystémiques

#### Conservation ou amélioration
La conservation ou l’amélioration des écosystèmes se pratiquent par des moyens réglementaires, des investissements ou des taxes. L’OCDE précise que les mécanismes de marché qu’il préconise pour atteindre de bons résultats en termes de conservation ne sont que l’un des instruments d’action à la disposition des décideurs.

##### Financement
Le maintien ou l’amélioration des services écosystémiques peut être financé par ceux qui en bénéficient. Par exemple les riverains d’une rivière sont intéressés à sa pureté et à sa vie aquatique. Les agriculteurs ou les pêcheurs peuvent consentir à des méthodes plus coûteuses mais qui ne détériorent pas le milieu qu’ils exploitent. Ces financements volontaires sont généralement insuffisants. Des administrations publiques ou des institutions doivent intervenir pour sauvegarder les écosystèmes. Reste à fixer le montant qu’elles devront verser.

##### Évaluation du prix
Le prix d’un écosystème devrait inclure sa valeur économique totale (VET). Celle-ci comprend ses valeurs d’usage direct ou indirect, par exemple pour une forêt la fourniture de bois et son action de régulation hydraulique et de maintien des terres contre l’érosion. Elle inclut également des valeurs de non-usage telles que ses valeurs patrimoniales et d’existence, ainsi que la satisfaction de savoir que la biodiversité existe et qu’elle sera transmise aux générations futures. Une telle évaluation de la VET n’est pas possible. L’estimation monétaire ne représente qu’un coût. Ce coût ne doit être confondu ni avec le prix ni avec la valeur de l’écosystème.
En l’absence d’évaluation possible du prix d’un écosystème, le prix à payer par les institutions est déterminé de façon pragmatique. Parfois le marché fournit des indications. Par exemple aux États-Unis, le département de l’Agriculture a un programme de mise en réserve des terres fragiles. Il passe avec les propriétaires terriens des contrats de mise hors culture d’une durée de 10 à 15 ans. Une indication du prix à payer est donnée par le tarif moyen de location des terres arables dans le comté. Lorsque le marché n’est d’aucun secours des contrats de gré à gré sont passés entre l’institution et le propriétaire privé. Si les candidats à recevoir des subventions sont nombreux et que son budget est limité l’institution peut les mettre en concurrence en pratiquant des enchères inversées. Le choix sera porté sur le moins-disant à qualité égale. Des indicateurs de qualité sont élaborés comme aide à la décision. Ainsi le Fonds de conservation des forêts tasmaniennes a créé un indice concernant les forêts anciennes privées. Cet indice se base principalement sur le type de forêt et sur son état de conservation. Les enchères inversées permettent d’obtenir le maximum d’efficacité au meilleur coût.

#### Compensation
La compensation entend parer à la perte de biodiversité lors d’une atteinte à un écosystème ou à la destruction d’une espèce provoqués par une activité économique. C’est notamment le cas lors de travaux d’infrastructures (routes, logements, etc.). Elle est imposée par la loi dans une trentaine de pays. Elle consiste à financer la reconstitution d’une forme au moins équivalente de biodiversité dans un autre endroit. La compensation peut s’effectuer de gré à gré entre deux acteurs ou passer par l’intermédiaire d’une banque de compensation. Aux États-Unis, il existe plusieurs centaines de banques de compensation. Les marchés de compensation représentent aux États-Unis des investissements annuels de 1,5 à 2,4 milliards de dollars. Un crédit de zone humide peut y valoir, selon les États, entre 2 200 et 480 000 euros. La grenouille à pattes rouges peut atteindre 66 000 euros en Californie. En France, la Caisse des dépôts et consignations a créé une filiale, la CdC Biodiversité, qui intervient dans des programmes de compensation. Pour elle le prix de réparation d’une formation steppique comparable aux coussouls de Crau se monte à 35 000 euros pour un hectare.

#### Débat
La critique porte sur la validité et les limites de la compensation. La Directive sur la responsabilité environnementale de 2004 (2004/35/CE) précisait que l’évaluation des dommages devra privilégier des méthodes allant dans le sens d’une équivalence ressource-ressource ou service-service. Il est difficile d’évaluer quels sont les services écologiques d’un écosystème. Ils sont nombreux et l’écosystème est complexe. En outre l’article 230 de la loi Grenelle 2, qui réforme l’étude d’impact, prévoit que les mesures envisagées de compensation doivent être prises « lorsque c’est possible » ce qui porte une limite au concept même de compensation. Tout n’est pas compensable. Les dégâts d’une fracturation hydraulique ne le sont pas. La destruction d’espèces endémiques ou de milieux très rares et fragiles ne le sont pas non plus. Une restauration n’est jamais à l’identique. On ne se soucie que des espèces protégées alors que la biodiversité dite ordinaire, indispensable, est peu prise en compte. L’Union internationale pour la conservation de la nature (UICN) dresse les limites du principe de compensation : il n’existe pour établir la compensation ni méthodologie, ni outils, ni vocabulaire adapté ; le suivi des mesures mises en place est défectueux ; l’efficacité des mesures sur le long terme n’est pas vérifiée ; le danger d’aboutir à un droit de détruire existe.
Les défenseurs de la compensation soulignent que l’introduction d’un coût économique  pour les dégâts écologiques causés contraint les promoteurs d’infrastructures à en tenir compte. L’utilisation des banques et de fonds financiers garantit un financement à long terme non soumis aux aléas des budgets publics.

### Le carbone
Les émissions de gaz à effet de serre (GES) accroissent le réchauffement de la Terre et modifient le climat. Leur pénalisation monétaire, afin de les limiter, prend la forme de droits d’émission ou de taxation. Une unité de mesure commune aux émissions de GES (dioxyde de carbone, méthane, hydrocarbure halogéné, etc.) a été établie sous forme de tonne équivalent carbone (tonne carbone).

#### Le prix du carbone épargné
Les droits d’émissions peuvent être donnés ou vendus, échangeables ou non. Ceux qui sont échangeables le sont de gré à gré, par des bourses de carbone comme en Europe ou des marchés d’échange volontaire comme aux États-Unis ou au Canada. Le prix de la tonne carbone en Bourse est très volatile. Il est passé à l’European Climate Exchange de 28,7 € en juillet 2008 à 8 € le 12 février 2009, puis à 14,2 € le 28 octobre 2009. Il s’est effondré à partir de 2011. Le prix préconisé par le Centre d’analyse stratégique pour limiter le réchauffement climatique aurait dû évoluer de 32 € la tonne en 2010 à 56 en 2020 et 200 en 2050. La Norvège a imposé une taxe de 40 € la tonne carbone aux installations pétrolières et gazières.

#### Débat
Donner un prix au carbone émis et l’inclure dans les coûts de production a pour objectif de limiter les émissions de gaz à effet de serre. Donner un prix au carbone épargné par les écosystèmes accroît leur valeur marchande. Les décisions économiques seraient ainsi orientées dans un sens limitant le réchauffement climatique.
Les principales critiques portent sur les dysfonctionnements rencontrés dans la pratique, sur les limites d’un prix axé sur le carbone et sur sa marchandisation. Le recours à des bourses entraîne des spéculations notamment à travers les dérivés de crédit et les contrats à terme et donc de fortes variations nuisibles à l’efficacité. La valorisation des forêts anciennes sur la seule base du prix de la tonne carbone épargnée ne prend pas en considération leur biodiversité. Elle les met sur le même plan que des plantations à croissance rapide. La monétisation du carbone rend possible des équivalences et des transferts qui sont à la base du mécanisme de développement propre. Ce dispositif évite aux pays développés de réduire leurs propres émissions de carbone alors que le GIEC insiste sur la nécessité de réduire les émissions à la fois dans les pays du Nord et du Sud, L’alternative à la monétisation réside dans les moyens réglementaires ou la taxation. La taxation utilisée par la Norvège s’est avérée efficace. La taxation permet en outre de dégager des fonds utilisables pour des objectifs écologiques.
Selon le pape François, la stratégie d’achat et de vente de « crédits de carbone » peut donner lieu à une nouvelle forme de spéculations, et cela ne sert pas à réduire l’émission globale des gaz polluants. Ce système semble être une solution rapide et facile, sous l’apparence d’un certain engagement pour l’environnement, mais qui n’implique, en aucune manière, de changement radical à la hauteur des circonstances. Au contraire, il peut devenir un expédient qui permet de soutenir la surconsommation de certains pays et secteurs.

## Le capital naturel

### Une valeur économique informative
La destruction accélérée de la nature et ses conséquences économiques ont incité à lui attribuer une valeur économique. Pour Costanza cette valeur est informative. Elle ne peut être convertie en termes financiers. Elle informe le pays qu’il détruit son capital naturel et s’appauvrit. Si cette dépréciation était prise en compte elle modifierait les résultats de la comptabilité nationale. L’économiste allemand W. Schultz a calculé que les dommages dus à la pollution auraient représenté un montant équivalent à 6 % du PIB de la RFA en 1985. Entre 1971 et 1984 l’Indonésie a connu une croissance annuelle du PIB de 7,1 %. S’il était tenu compte de la dépréciation du capital naturel la croissance du PIB n’aurait été que de 4 %.  La prendre en considération est une préconisation du rapport de la Commission Stiglitz.

### Un prix réel
Les tenants d’une durabilité faible considèrent que la perte de capital naturel peut être compensée par des artefacts produits par l’intelligence humaine et la technique. Ainsi la perte de patrimoine énergétique due à l’extraction du pétrole peut être compensée par le développement de centrales nucléaires. La perte de capacité d’absorption du carbone due à la baisse du patrimoine forestier peut l’être par son captage et son enfouissement. La perte de la biodiversité végétale est compensable par l’ingénierie génétique. Le prix du capital naturel serait celui de son remplacement. Capital naturel, capital productif et capital humain sont substituables.

### Débat
Pour les tenants de la durabilité forte la nature a une valeur intrinsèque et ne saurait avoir une valeur monétaire. Les opposants à la monétisation de la nature soulignent l’impossibilité de réduire sa valeur à ses services écosystémiques eu égard à la complexité et aux interactions à l’intérieur de chaque écosystème ainsi qu’aux  interactions des écosystèmes entre eux dans le cadre de la biocénose. Les écosystèmes remplissent des fonctions qui n’ont aucun substitut. Le capital productif et le capital humain dépendent eux-mêmes du capital naturel, ce qui pose des limites à la substituabilité. L’utilisation d’instruments financiers fait craindre la prédominance des intérêts financiers sur ceux de la nature.
Le Programme des Nations unies pour l’environnement (PNUE) répond que les besoins d’investissements pour parer à la dépréciation du capital naturel sont de l’ordre de 1,3 billion de dollars par an. Il est donc indispensable, pour réunir de tels fonds, de faire appel aux secteurs de la finance, banques, fonds de pension et compagnies d’assurance.

## Finalités de la monétarisation
La monétarisation de la nature peut répondre à des finalités très différentes. Donner une valeur économique à la nature permet aussi bien de faire prendre conscience de son importance que d’introduire les services écosystémiques dans le jeu de l’économie. 

### Prise de conscience
En 1987 l’Organisation des Nations unies sort le rapport Brundtland qui préconise la préservation des ressources fournies par la nature. L’importance et le niveau souhaitable de cette préservation font toujours débat. Pour certains auteurs (Costanza, Daily, Ellison) la façon la plus convaincante de plaider pour la protection de la nature est de démontrer son intérêt économique. Robert Costanza a évalué en 1997 la valeur économique des services rendus par les écosystèmes à 33.000 milliards de dollars. Toute atteinte à la nature se conclut par une perte de ce capital naturel dont profite l’humanité.

#### Les services écosystémiques
Évaluer monétairement ce que rapporte un service écosystémique permet de prendre conscience de sa valeur économique. Ainsi l’Organisation des Nations unies pour l’alimentation et l’agriculture, (FAO), a établi en 2007 la valeur de service des insectes pollinisateurs à 150 milliards d’euros. Un tel chiffre est à mettre en regard de l'opportunité de certains pesticides exterminateurs d’abeilles.

#### La comptabilité nationale
Le capital naturel est une richesse qui fait partie du patrimoine national. Depuis le dernier quart du XXe siècle la reproduction de ce capital n’est plus assurée. Un pays pourrait épuiser ses ressources minérales, couper ses forêts, éroder ses sols, polluer ses nappes phréatiques, la disparition de ce capital n’affecterait pas le niveau mesuré de son patrimoine national tel qu’il est actuellement calculé. La  rareté récente du capital naturel requiert son incorporation dans les comptes nationaux. Le Système de comptabilité nationale élaboré par les Nations unies dans les années 1930 devait amorcer l’intégration des biens environnementaux dans la comptabilité nationale. Les difficultés à obtenir des statistiques environnementales fiables et à monétariser des éléments physiques n’ont pas permis l’aboutissement de ce projet. Cette question a été reprise par la Banque Mondiale lors de la préparation de la Conférence des Nations unies sur le développement durable 2012 (Rio+20). Un partenariat a été créé afin d’aider les pays à intégrer leur capital naturel dans leur comptabilité nationale .

#### Le PIB
Les dépréciations du capital naturel résultant de l’activité humaine représentent une perte de richesse. Elles devraient apparaître dans le calcul du PIB, le diminuant d’autant. Une équipe de chercheurs a intégré la dépréciation du capital naturel à l’Indonésie. Entre 1971 et 1984 ce pays a connu une croissance annuelle du PIB de 7,1 %. Ont été intégrées dans le PIB les dépréciations concernant la forêt, les réserves de pétrole et de gaz ainsi que l’érosion des sols. À la suite de cette intégration la croissance du Produit intérieur n’a été que de 4 %. N’ont pas été intégrées les ressources minières, les produits de la forêt autres que le bois, la pêche, etc.

### Prises de décisions régaliennes

#### Taxes écologiques
Les pouvoirs politiques peuvent fixer des montants monétaires associés à des éléments de la nature dans une perspective de sauvegarde écologique. Ainsi la Suède a défini plusieurs montants pour la taxation des émissions de carbone. En 2009 la valeur de la tonne carbone était de 108 euros pour les ménages et les services, de 16 euros pour les entreprises soumises au marché des quotas européens et de 23 euros pour les autres entreprises. 

#### Arbitrages régaliens
L’État doit parfois arbitrer entre différents projets dans la préservation d’écosystèmes ou procéder à des évaluations socioéconomiques des investissements publics. La dimension économique fait partie de l’arbitrage.  Elle implique l’attribution d’une valeur monétaire à des éléments de la nature. Cette attribution aide à la décision. Elle ne représente pas une marchandisation.

### Démarches économiques
Les instruments économiques sont utilisés pour financer des services écosystémiques ou pour compenser des destructions d’écosystèmes. Plus globalement la monétarisation de la nature permet son intégration dans l’économie. Dès lors que les services de la nature sont exprimés en monnaie l’arbitrage se réalise dans le cadre économique coût/avantages.

#### Paiements pour services écosystémiques
Les paiements pour services écosystémiques sont des contributions souvent publiques dans l’objectif d’assurer la conservation d’écosystèmes. Il s’agit aussi bien de sauvegarder des forêts primaires que de protéger des terres très érodables et écologiquement sensibles ou de freiner la sédimentation de bassins hydrographiques. Il faut indemniser des propriétaires ou financer des travaux, ceci au moindre coût. Les transactions sont spécifiques à chaque cas. Sont souvent utilisées les enchères. Il ne s’agit pas d’un prix donné à la nature mais de la couverture d’un coût.

#### Compensations écologiques
Lorsque des travaux d’infrastructures ou d’urbanisation nécessitent la destruction de zones classées, telles que les zones humides ou celles abritant des espèces rares, les maîtres d’œuvre sont contraints à une compensation écologique. Ils doivent restaurer une zone similaire dégradée. Le plus souvent la compensation se traduit par une somme d’argent versée par le maître d’œuvre à une banque de compensation qui se charge de la restauration. Le montant de la compensation se fixe par le jeu de l’offre et de la demande. 

#### Marché du carbone
Au lieu de taxer les émissions de carbone l’État peut fixer des quotas d’émissions à ne pas dépasser. Les entreprises qui n’utilisent pas la totalité de leurs quotas peuvent les vendre à des entreprises qui émettent au-delà de ce qui leur est autorisé. Les échanges se font dans les Bourses du carbone. Le prix de la tonne carbone est déterminé par le marché.

#### L’équivalence des capitaux
En théorie néo-classique il y a équivalence entre le capital naturel et le capital technique. La capture et le stockage artificiels du carbone peuvent se substituer à une forêt valorisée par sa capacité d’absorption de CO2. Il n’y aurait pas perte de capital global si les abeilles disparaissaient et seraient remplacées par un moyen artificiel de pollinisation.  

#### Internalisation des coûts écologiques
La théorie néoclassique estime que la nature, en tant que ressource devenue de plus en plus rare, doit être intégrée dans le jeu économique. Pour les économistes libéraux les biens et services de la nature seraient en voie de dégradation parce qu’ils sont gratuits. D’où la nécessité de leur donner un prix et d’intégrer cette valeur monétaire dans le jeu de l’économie. L’intégration de la biodiversité dans la comptabilité des entreprises est un thème qui a été introduit par Pigou dans les années 1920, et reste d’actualité.

## Méthodes d’évaluation
La nature n’a pas de prix qui soit donné par le marché. Pour intégrer la biodiversité et les services écosystémiques dans le jeu de l’économie il faut leur donner arbitrairement une valeur monétaire. Celle-ci reposera sur la notion d’utilité. L’utilité est une notion spécifique. Elle se rapporte à un contexte et à des fins données. Les méthodes d’évaluation sont donc très diverses. Par exemple pour des dommages il sera choisi les coûts de restauration. Pour les valeurs récréatives il sera choisi la méthode par sondage. 

### Méthodes basées sur des coûts
La valeur d’un service peut être obtenue en estimant le coût qui permettrait de le maintenir. Il peut s’agir de coûts de remplacement, de coûts de restauration ou de coûts évités. Les coûts de remplacement donnent lieu à des compensations. La destruction d’un écosystème peut être compensée par la réhabilitation dans un autre endroit d’un écosystème  analogue en voie de dégradation. Les coûts de restauration sont ceux de la remise en état, par exemple après une marée noire. Les coûts évités sont évalués par le coût de moyens artificiels qui seraient requis pour les remplacer. Par exemple, dans le cas des zones humides, le service de purification qu’elles assurent évite la création de stations de traitement des eaux. Les services écosystémiques peuvent être aussi considérés dans leur fonction de production. Ainsi, concernant la biodiversité, la valeur du service de pollinisation a été mesurée à partir de fonctions de production agricole.

### Méthodes indirectes tirées du marché
Lorsqu’il n’est pas possible d’utiliser la méthode des coûts directs il peut être fait appel à des méthodes indirectes. La valeur qu’accordent des individus à un service de la nature peut être déduite à partir de prix du marché. Ainsi la vue sur un lac majore le prix de l’immobilier. Les dépenses de déplacement que l’usager consent pour bénéficier d’actifs tels qu’une plage ou un parc naturel donnent également une valeur monétaire à ce site récréatif. Les dépenses de déplacement intègrent les dépenses de transport et la valeur du temps de transport.

### Méthodes d’enquête
Il est demandé à des individus quelle somme ils seraient prêts à payer pour sauvegarder, par exemple, un écosystème. Ces méthodes, par rapport aux précédentes, ont l’avantage de porter sur l’ensemble des services rendus par l’écosystème et pas seulement sur l’un de ses attributs. Le consentement à payer, ainsi obtenu, englobe la valeur intrinsèque qu’ils accordent à un écosystème. Le questionnaire peut également donner à choisir entre plusieurs scénarios en cas d’aménagement ou de restauration.

## Standardisation

### Transfert de valeur
Les évaluations d’écosystèmes ou de services écosystémiques sont très coûteuses et demandent du temps. Dans une perspective d’utilisation concrète il est apparu nécessaire de pouvoir transférer les valeurs obtenues dans une étude à d’autres cas similaires. Il est nécessaire pour cela d’établir des standards transférables. Plusieurs approches sont utilisées. La valeur trouvée pour un site peut être appliquée à un autre site similaire. La valorisation peut être effectuée aussi pour chaque élément d’un écosystème. Enfin une valorisation moyenne peut être obtenue par l’agrégation d’un grand nombre de travaux de valorisation. L’Environmental Protection Agency a évalué et résumé 140 méta-analyses issues de 125 études. Elle en a été tiré plusieurs modèles génériques ainsi qu’un guide de bonnes pratiques.

### Infrastructures de transports
Le Commissariat général du Plan a établi des référentiels utilisables dans des projets d’infrastructure de transports. Il s’agissait d’internaliser les coûts notamment environnementaux dans la pertinence économique des nouvelles infrastructures. Ont été fixées des valeurs monétaires concernant la vie humaine épargnée, les impacts de la pollution atmosphérique, les gains de temps des voyageurs et marchandises. Certains facteurs complexes n’ont cependant pas été évalués tels que l’impact sur les paysages, les effets de coupure, la consommation d’espace et les changements d’affectation des espaces publics.

### Valeur de la tonne carbone
Sur demande du gouvernement la Commission Quinet a réévalué en 2010 le prix du carbone. Il s’agissait d’en tenir compte dans la rentabilité socioéconomique des grands investissements publics mais aussi d’adresser aux acteurs publics et privés un prix du carbone auquel ils pourraient se trouver confrontés au cours des prochaines décennies. La Commission s’est basée sur les engagements pris dans le cadre du Protocole de Kyoto et de la loi de programme  du 13 juillet 2005 concernant la politique énergétique. Les valeurs qu’elle recommande sont de 56 euros la tonne carbone en 2020, 100 en 2030 et 200 en 2050.

## Critiques et limites
La mise en œuvre de la monétarisation est complexe. Les méthodes ont toutes leurs limites. La notion même de valeur monétaire est limitée et contingente. Il faut donc considérer avec prudence les résultats obtenus. D’autres limites tiennent à la complexité des écosystèmes et de leurs interactions

### Les méthodes

#### Critique du coût
Les méthodes basées sur les coûts concernent essentiellement le remplacement de destruction ou la restauration d’écosystèmes dégradés. L’Union internationale pour la conservation de la nature, (UICN) met en garde sur leur validité. Elle souligne que, concernant les compensations, seules certaines des fonctionnalités écologiques sont prises en considération alors que d’autres ne le sont pas. Elle signale la grande incertitude concernant l’efficacité et la pérennité des actions de restauration ou de création.

#### Critique du coût de déplacement
Les critiques portent sur les difficultés liées à la valeur du temps, à l’échantillonnage, aux trajets ayant plusieurs objectifs et au traitement économétriques des données. Les présupposés sont très importants.

#### Critique des enquêtes
La méthode du consentement à payer pour maintenir un service rendu par la nature est basée sur l’utilité. Elle présuppose que chaque individu est le meilleur juge de ses propres intérêts. Cependant il ne dispose pas toujours de toute l’information nécessaire. Le consentement à payer dépend beaucoup du niveau d’étude des personnes interrogées. La perception environnementale varie aussi considérablement d’une part avec l’âge, d’autre part avec le degré d’information des lois de l’écologie. Les jeunes accordent plus d’importance à un environnement sain que les personnes âgées. Les consentements à payer ne sont pas indifférents au niveau de revenu des personnes. Enfin lorsque la personne doit choisir entre plusieurs options possibles la façon de présenter les alternatives ou les premiers ordres de grandeur donnés sont susceptibles d’influer sur le résultat.

#### Critique du transfert de valeur
Transférer des valeurs d’un site à l’autre est une opération périlleuse. Si l’on transfère la valeur d’un site sur un autre similaire les procédures doivent être similaires, les services environnementaux bien définis, les parties prenantes identifiées et l’usage futur anticipé. Si la valeur d’un site est déduite de la moyenne de grandeurs agrégées ces dernières doivent avoir été recueillies selon des protocoles systématiques aussi bien au niveau de l’enquête que de l’analyse et de l’interprétation. En outre des éléments significatifs de spécificités spatiales ou temporelles risquent d’être perdus. Transférer des valeurs signifie également que l’utilité d’un élément de la nature ou d’un écosystème est jugée identique par les habitants des deux sites ce qui n’est pas évident. 

### L’évaluation monétaire
Donner une valeur monétaire à un élément de la nature est contestable. Les critères sont relatifs et variables. La temporalité et la complexité de la nature ne sont pas ou sont insuffisamment pris en compte.

#### Critères d’évaluation
L’évaluation économique de la nature repose sur la notion d’utilité. L’utilité individuelle et l’utilité collective ne se superposent pas. Pour contourner cette constatation l’économie de l’environnement recourt à l’économie du bien-être. Celle-ci estime que l’équilibre s’établit lorsque les gagnants sont à même d’assurer une compensation aux perdants. D’où la nécessité d’évaluer le montant de ces compensations. Or en matière d’environnement les dommages sont mal cernés et incertains, les causalités et les responsabilités ne sont pas clairement établies et l’ignorance est présente à tous les degrés de l’expertise. D’autres critères, ne relevant pas de l’économie, doivent aussi être pris en compte tels que le souci d’équité entre générations et des considérations d’ordre moral et éthique.

#### Caractère contingent
Les évaluations sont effectuées pour un objet bien défini, par rapport à des personnes précises et dans un objectif donné. L’évaluation trouve là ses limites. 
Les nuisances pour les uns peuvent représenter des avantages pour les autres. Construire un barrage en amont est un avantage pour les habitants qui risqueraient d’être inondés en aval mais un inconvénient pour ceux que le barrage contraints à émigrer. La valeur monétaire d’une forêt primaire est souvent fixée en fonction de sa capacité d’absorber le carbone et ne prend pas en compte d’autres éléments tels que sa biodiversité, son influence régulatrice sur le climat, le maintien de sols fertiles, etc. L’importance d’un élément de la nature est aussi fonction de sa localisation. Si l’on évalue le coût d’un polluant l’existence de synergies entre polluants n’est pas pris en compte. Les synergies interfèrent également dans la détermination des seuils.

#### Actualisation
Actualiser un coût c’est le modifier afin que soit pris en compte le long terme. L’argent aurait pu être utilisé pour d’autres opérations, par exemple pour rapporter des intérêts. Dans une vision de long terme le coût actuel doit être majoré du revenu qui aurait pu être tiré de cet argent en le plaçant autre part. Le coût actuel est alors affecté d’un coefficient le majorant que l’on appelle taux d’actualisation. La valeur de l’argent évolue dans le temps notamment en fonction de l’inflation. Si la dépense concerne un investissement dont l’amortissement a lieu sur plusieurs années le coût est affecté d’un taux d’actualisation tenant compte de l’inflation et des taux d’intérêt. 
Dans les problèmes d’environnement la prise en considération des générations futures est importante. La difficulté principale est d’apprécier ce que sera la valeur d’un service rendu dans 50 ou 100 ans. Généralement une consommation présente est préférée à celle de la même consommation dans l’avenir. Si l’on refuse de privilégier les générations actuelles ce facteur ne doit pas être pris en compte. Il est parfois considéré que les générations futures seront plus riches que nous le sommes. Les coûts seraient donc moindres pour eux. Cette opinion est sujette à débat. Le rapport Stern considère que le coût n’est pas moindre pour les générations futures. Éloi Laurent se trouve sur la même position en estimant que la destruction d’un élément de la nature ne représente pas seulement un coût mais également une diminution du capital naturel. Le rapport Stern opte pour un taux d’actualisation de 1,3 %. Les économistes adoptent généralement un taux de 4 à 5 %, ou plus. Le choix du taux d’actualisation n’est pas neutre. Si le taux d’actualisation est élevé le coût est d’autant majoré dans le présent et la rentabilité en est affectée. En prenant un taux d’actualisation de 4 à 5 %, comme le font les économistes, investir dans l’environnement ne devient plus rentable alors que la rentabilité est importante pour un taux de 1,3 %. Le choix du taux d’actualisation, toujours très discutable, fragilise la rigueur de la valorisation. 

### Complexité de la nature
Les limites à la monétarisation de l’environnement tiennent à la complexité de la nature et aux interactions à l’intérieur d’un écosystème et entre les écosystèmes.

#### Biodiversité
La biodiversité est souvent assimilée aux services fournis par les écosystèmes. Une telle appréciation est réductrice. La biodiversité a un effet positif sur les performances écologiques et économiques des écosystèmes. Elle accroît la résilience aux évolutions et aux chocs. Lors du Sommet de la Terre à Rio de Janeiro en 1992 la valeur de la diversité biologique a été qualifiée d’intrinsèque compte tenu des aspects « environnemental, génétique, social, économique, scientifique, éducatif, culturel récréatif et esthétique ». 

#### Écosystèmes
Les écosystèmes sont le fruit d’une longue histoire faite de mécanismes écologiques complexes et d’interactions multiples entre les espèces et entre celles-ci et l’environnement. Leur donner une valeur monétaire est illusoire. Chaque écosystème est spécifique et irremplaçable. La richesse et la complexité d’un écosystème vieux de centaines ou de milliers d’années ne peuvent être reconstituées. L’inventaire des espèces qui le composent n’est jamais complet. La localisation et l’ancrage géographique sont des éléments essentiels de la valeur d’un site. L’ensemble de ces éléments n’est pas pris en considération dans la valeur monétaire de l’écosystème. La compensation ne correspondant pas à la valeur réelle des écosystèmes l’érosion de la biodiversité se poursuit.

#### Services écosystémiques

##### Maintien de services écosystémiques
Le maintien de services écosystémiques menacés requiert de monnayer leur préservation. L’Australie a conclu de nombreux accords avec l’ensemble de ses États pour assurer la protection à long terme et l’utilisation durable de ses forêts et en particulier de ses forêts anciennes. La rémunération de l’entretien de ces forêts est fixée par des négociations de gré à gré ou des enchères inversées. En Indonésie les agriculteurs sont incités à entretenir les sols pour lutter contre l’érosion et à limiter la sédimentation dans un bassin hydrographique. Le paiement pour ces services est effectué sur les bases d’enchères inversées. Les paiements pour le maintien de services écosystémiques ne correspondent pas à la valeur du service fourni par la nature mais au coût de l’entretien.

##### Création d’un service écosystémique
La monétarisation des services écosystémiques privilégie une seule fonction. Sortir un service de son contexte peut aboutir à des aberrations écologiques. Il en est ainsi lorsqu’il n’est tenu compte que de la capacité des arbres à absorber le carbone. Au lieu d’acheter des permis d’émissions dans une Bourse de carbone une entreprise peut trouver plus rentable d’utiliser le mécanisme de développement propre (MDP). Celui-ci permet de compenser des émissions excessives de carbone dans un pays du Nord en investissant dans des plantations d’arbres dans les pays du Sud. Les arbres absorbent et fixent le carbone de l’atmosphère. Une plantation d’eucalyptus, dans ce cadre, est particulièrement rentable. L’eucalyptus est un arbre à croissance rapide. Sept ans seulement s’écoulent entre le moment où il est planté et le moment où il est coupé pour l’utiliser. Après deux récoltes, le sol est épuisé. L’eucalyptus produit une substance allélopathique qui inhibe le développement des autres espèces de plantes et êtres vivants. Le terrain est abandonné. Les plantations seront transférées sur d’autres surfaces. Les terrains abandonnés ont perdu leur fertilité. La dégradation des sols ne permet plus aux populations autochtones de produire leur subsistance et met leur vie en jeu ainsi que celle de leurs enfants. Les monocultures d’arbres utilisés dans le cadre du MDP (eucalyptus, palmiers à huile, pins transgéniques) détruisent les écosystèmes locaux et dégradent les terres. L’épuisement des sols et des ressources en eau qui en résulte provoque l’exode rural et le chômage. La prise en compte seule de l’absorption du carbone par les arbres peut se traduire finalement par la désertification de terres cultivables.
La déforestation en cours représente un danger pour la stabilité du climat. Les statistiques tiennent peu compte des différences de biodiversité entre les forêts anciennes et les forêts nouvelles. Les deux sont considérées sur le seul plan de l’absorption du carbone. Dans l’article qu’il a publié dans Le Monde du 22/04/2016 Gaël Giraud, économiste en chef à l’Agence française de développement, estime indispensable de distinguer clairement la déforestation brute de la déforestation nette. La déforestation brute est le résultat de la conversion de forêts en zones non boisées. La déforestation nette prend en compte le reboisement. Gaël Giraud souligne qu’une forêt nouvellement plantée n’a pas la richesse écologique d’une forêt ancienne dont l’écosystème s’est formé parfois au cours de plusieurs siècles. Elle n’a pas les mêmes capacités en biodiversité, en services écosystémiques et en stockage de carbone que les forêts naturelles. Considérer un service écosystémique sans tenir des incidences sur l’écosystème dans son ensemble peut aboutir à une amputation.

#### Espèces
La compensation d’espèces  protégées induit leur monétarisation. Le promoteur qui doit compenser s’adresse le plus souvent à des banques de compensation. Celles-ci sauvegardent ou réhabilitent dans un autre endroit l’espèce menacée de disparition. Le montant que le promoteur leur verse résulte du jeu de l’offre et de la demande sur le marché des compensations. Il s’agit d’une valeur fixée par le marché sans relation avec la valeur réelle de l’espèce.
La valeur monétaire de certaines espèces a été calculée sur la base de services qu’elles rendent à la nature. Les chauves-souris, outre leur rôle dans la pollinisation, sont insectivores. Leur valeur elle a été évaluée à 23 milliards de dollars annuels pour les États-Unis. Ce chiffre représente le coût annuel des pesticides qu’il faudrait utiliser pour compenser leur disparition. Il ne tient pas compte des effets collatéraux des pesticides. Ceux-ci sont susceptibles de détruire les abeilles dont le rôle économique se chiffre en dizaines de milliards alors que les chauves-souris ne chassant que la nuit ne détruisent pas les abeilles. Donner une valeur monétaire à une espèce sur la base d’un service qu’elle fournit est réducteur et ne reflète pas la totalité de la réalité. En outre les espèces se trouvent en interaction entre elles et cette complexité n’est pas prise en compte.

#### Capital naturel
La monétarisation de la nature permet de la considérer comme un capital qui rapporte des bénéfices. Les dégradations qu’elle subit s’assimilent à une perte de capital. Le Programme des Nations unies pour l'environnement, PNUE, a évalué les montants qu’il serait nécessaire pour maintenir le niveau du capital naturel de façon à atteindre des objectifs climatiques acceptables. L’évaluation s’inscrit dans une fourchette de 1,05 à 2,59 billions (milliers de milliards) de dollars par an. De son côté le Rapport Stern a évalué le coût économique du changement climatique. Celui-ci représenterait  entre 5 et 14 % du PIB mondial. Il chiffrait les investissements nécessaires pour maintenir des objectifs climatiques acceptables à 1 % du PIB mondial en 2006. Ce chiffre a été rectifié en 2008 à 2 %. Cette rectification du simple au double, de même que les estimations du PNUE, également du simple au double, atteste l’imprécision dans les évaluations monétaires de la nature.

## Débat

### Opposants à la monétarisation

#### Critères contingents et parcellaires
Un élément de la nature est généralement évalué dans une perspective de décision. Il s’agit de déterminer si sa sauvegarde est justifiée par son efficacité ou les avantages qu’il fournit relativement à d’autres options. Les critères retenus sont conjoncturels et varient avec le temps. Ils sont aussi parcellaires. L’élément de la nature fournit d’autres services qui ne sont pas pris en compte. Les interactions possibles avec l’environnement sont également ignorées.

#### Complexité et interactions
L’hyperspécialisation  et la division de la nature en services écosystémiques ne permettent pas de rendre compte de la complexité des écosystèmes et de leurs interactions, souvent en chaîne et imprévisibles. À titre d’exemple, la surpêche de poissons pratiquée dans le Pacifique Nord a eu pour conséquence la disparition des phoques. Ils se nourrissaient de poissons. Eux-mêmes servaient de nourriture aux orques. Les orques se sont rabattus sur les loutres de mer dont la population s’est effondrée.
La biodiversité est indispensable pour la résilience qu’elle procure. Certaines espèces, aujourd’hui négligeables, pourront demain remplacer d’autres espèces moins bien adaptées au changement climatique pour remplir les mêmes fonctions. Pour Chevassus la biodiversité constitue le fondement de la vie et des sociétés humaines que ce soit comme support à l’alimentation, aux médicaments, aux grands processus biogéochimiques, à l’industrie chimique, ou encore à l’inspiration récréative.  A ce titre la biodiversité ne peut être évaluée monétairement. Elle peut juste être prise en considération lors d’un arbitrage entre différentes options. Mais le caractère contingent des arbitrages relativise la pertinence de la décision.
Évaluer une espèce, animale ou végétale, est contestable. Une espèce n’est qu’un composant  d’un ensemble plus vaste. Les interactions portent à l’intérieur de chaque espèce, entre espèces et entre espèces et milieu. Jean-Marie Harribey estime que la valeur d’une espèce peut être considérée comme infinie parce que sa disparition est définitive. Si la valeur monétaire des chauves-souris est évaluée 23 milliards de dollars par an au vu des économies de pesticides qu’elle procure, sa valeur totale est infinie si l’on tient compte des générations futures.

#### Substitution de capitaux
Pouvant être monétarisés les services écosystémiques ont été assimilés à des revenus issus d’un capital. En économie néolibérale la nature, en tant que capital naturel, est considérée comme un facteur de production au même titre que le capital financier ou le capital technique. Dès lors remplacer un service écosystémique par un investissement technique, c'est-à-dire remplacer le capital naturel par du capital technique devient possible. Les tenants de la durabilité forte s’opposent à une telle équivalence. La destruction du capital naturel ne peut être compensée par du capital financier ou technique. Elle est définitive. Les écosystèmes remplissent des fonctions qui n’ont aucun substitut et les destructions de la nature limitent les potentiels de choix des générations futures. Les hommes sont insérés dans les systèmes écologiques et dépendent d’eux, ce qui leur confère une responsabilité. 

#### Considérations éthiques
La monétarisation de la nature et de ses éléments est récusée également pour des considérations éthiques. Celles-ci portent d’une part sur la valeur intrinsèque de la nature, d’autre part sur le  respect de la vie.
La valeur intrinsèque de la nature signifie qu’elle est valorisée pour elle-même, en tant que fin en soi. Chaque élément de la nature a lui-même une valeur intrinsèque, d’une part parce qu’il est partie constituante de ce tout qui ne doit pas être fragmenté, d’autre part par sa valeur propre, au même titre qu’une œuvre d’art par exemple. L’homme a besoin de la nature. Il est issu du milieu naturel. Notre espèce trouve son origine dans le même processus d’évolution qui a donné naissance à toutes les autres espèces. Nous sommes les éléments d’un tout organique composé de parties fonctionnellement interdépendantes. Notre identité même résulte d’interactions complexes et permanentes entre nous et la nature. Pour Virginie Maris l’idée de monétiser la nature ou ses éléments est un non-sens.
Virginie Maris estime que mesurer et quantifier une valeur intrinsèque met en cause notre capacité à établir des relations éthiques. Elle prend l’exemple de l’amitié. Admettons que l’on nous demande de faire le compte de tout ce que nous coûte ou nous rapporte économiquement une relation amicale. Bien entendu le résultat de cette évaluation ne nous renseigne pas sur la valeur de l’amitié. Mais cet exercice comptable porte en lui la mise en péril du sentiment d’amitié. De la même façon réduire la nature à un simple pourvoyeur de biens et de services risque d’éroder la capacité à s’engager dans une relation éthique avec le monde naturel. En ne parlant que de l’efficience économique on s’abstient de se positionner sur la valeur de la nature. Justifier la conservation par son intérêt économique aboutit à n’être plus motivé que par son propre intérêt.
La vie, en tant que telle, a une valeur intrinsèque. L’homme ressent l’obligation de respecter tout vouloir-vivre à l’égale du sien. Selon Arona Moreau le caractère absolu de la vie est né dans la modernité. C’est dans la seconde moitié du XXe siècle que la valeur de la vie a été reconstruite en tant que sens, finalité et objet.

#### Efficacité des dispositifs monétaires
Certains dispositifs, permis par la monétarisation, prétendent, à tort, sauvegarder au mieux la nature. La compensation ne représente pas une sauvegarde de la nature puisqu’elle autorise une disparition. Les arbitrages coût/bénéfices se révèlent difficilement favorables au maintien de la nature. Dans le cas d’infrastructures le coût lié à la perte de biodiversité, de même que celui lié aux autres externalités environnementales, est de l’ordre de 1 % de l’avantage global de l’infrastructure. Un chiffre qui est marginal dans le bilan socio-économique du projet. De plus la valeur monétarisée de la nature ne peut pas prendre en compte toutes les externalités environnementales. Le Comité écossais de comptabilisation du capital naturel estime le capital naturel à 10 % du PIB annuel écossais. Il est peu probable que ce montant permette de le sauvegarder.

#### Alternatives
Pour Virginie Maris, parce que porter atteinte à la nature est indécidable, toute décision doit être prise dans une délibération politique. Une décision collective permet d’agir dans un contexte d’incertitude et de divergences morales. Isabelle Cassiers estime que la pression mise sur les ressources de notre planète est suicidaire étant donné la finitude de la planète. Les débats permettent alors de redéfinir collectivement un ensemble de finalités. Jean-Marie Harribey reconnaît qu’un prix monétaire peut être fixé à des éléments naturels que l’on a décidé de préserver mais un tel prix ne donne jamais la valeur de la nature et doit être avant tout d’ordre politique.

### Partisans de la monétarisation

#### Un dispositif indispensable
Les partisans de la monétarisation constatent que les systèmes de régulation publique ont jusqu’à présent échoué à préserver l’environnement. Selon eux les instruments de marché sont également bien moins coûteux que les autres. Cela fait 30 ans, soulignent-ils, qu’on essaie de protéger la biodiversité pour elle-même mais  les milieux naturels continuent à disparaître, des espèces continuent à s’éteindre. Puisque c’est l’économie qui mène le monde, il faut parler le langage des économistes.
Chiffrer en unités monétaires des enjeux liés à la préservation de l’environnement permet de sensibiliser certains publics, de contribuer à modifier des comportements et de conforter ou freiner certaines orientations. Les évaluations économiques sont généralement effectuées dans une perspective de choix : choix de projet pour les évaluations ex-ante, ou détermination des indemnisations par des analyses ex-post.

#### Un instrument de décision
Dans un monde dominé par la pensée économique la monétarisation rend possible la prise en compte de la valeur économique des services écosystémiques dans les décisions publiques. L’unité monétaire permet la comparaison des valeurs obtenues avec les biens marchands. Les arbitrages auxquels la société doit faire face se font plus explicites. La monétarisation permet aussi l’internalisation d’un coût social via une taxe ou des impôts. Les arbitrages se font en fonction du coût/avantages ou du coût/efficacité. L’arbitrage coût/avantages correspond à la recherche du bien-être maximum. Celui du coût/efficacité a pour objectif la préservation de l’espèce humaine.

#### Un outil
Les pertes croissantes de biodiversité incitent à prendre des mesures destinées à son maintien et à l’utilisation durable des services écosystémiques. Les paiements pour services environnementaux sont des mécanismes monétaires flexibles permettant la sauvegarde d’écosystèmes au meilleur coût économique. L’obtention d’une meilleure efficacité/coût passe généralement par des transactions bilatérales relevant de coût d’opportunité ou d’enchères inversées. Ces outils ont assuré par exemple le maintien de forêts anciennes ou de terres fragiles et l’utilisation durable de bassins hydrographiques.
Les Nations unies dans leur Évaluation des écosystèmes pour le millénaire publiée en 2005 délivrent des recommandations pour leur sauvegarde. Elles préconisent d’attribuer une valeur monétaire aux écosystèmes afin d’incorporer le coût de leur destruction dans les calculs économiques.

#### Efficacité et limites
La valeur économique peut sembler inappropriée lorsque, comme pour la nature, sont en jeu des valeurs considérées éthiques ou intrinsèques. Cependant les choix éthiques ne font pas totalement abstraction de la valeur économique. Une certaine continuité existe entre ces deux valeurs. La valeur monétaire est un indicateur synthétique qui intègre des considérations portant à la fois sur l’utilité et la rareté relative des actifs. Elle est corrélée aux éléments qui fondent leur valeur sociale. Pour autant on ne saurait exclure les approximations, les erreurs ou d’éventuelles manipulations ce qui impose une certaine vigilance. Ainsi la détermination d’un prix par le marché ou en simulant le marché se réfère au principe de souveraineté du consommateur. Cependant l’idée selon laquelle chaque individu est le meilleur juge de ses propres intérêts a ses limites. Chaque individu n’a pas forcément l’information lui permettant de faire le meilleur choix. C’est pourquoi l’interprétation des recours à la simulation du marché doit être effectuée avec prudence. Des procédures délibératives peuvent être enrichissantes et optimisantes. Elles peuvent associer les acteurs concernés ou un échantillon représentatif.

#### Une autorité de régulation indépendante
Les logiques marchandes ne peuvent s’imposer face à des valeurs exogènes non marchandes. Des organes de régulation doivent rechercher l’équilibre entre la libre concurrence et d’autres principes hétérogènes au marché. Bernard Chevassus-au-Louis préconise qu’une telle autorité de régulation soit distincte de l’autorité régalienne. Des risques de confusion existent entre les prérogatives régaliennes de l’État, la détermination des valeurs d’échange et la surveillance du marché. L’État peut être tenté de privilégier les intérêts économiques. Chevassus-au-Louis propose que la composition d’une telle autorité comporte des magistrats, des représentants de l’État, des organisations non gouvernementales ayant pour objet la protection de l’environnement, des promoteurs et des aménageurs et des personnes qualifiées issues des communautés scientifiques notamment des sciences humaines et sociales.